# 606
606 (DCVI) var ett normalår som började en lördag i den julianska kalendern.

## Händelser

### Okänt datum
- Céorl blir kung av Mercia.

## Födda
- Charibert II, frankisk kung av Akvitanien 629–632 (född detta år eller 610)

## Avlidna
- 22 februari – Sabinianus, påve sedan 604